# Distrito de Justo Apu Sahuaraura
El Distrito de Justo Apu Sahuaraura es uno de los 17 distritos de la Provincia de Aymaraes  ubicada en el departamento de Apurímac, bajo la administración del Gobierno regional de Apurímac, en el sur del Perú.
Desde el punto de vista jerárquico de la Iglesia católica forma parte de la Diócesis de Abancay la cual, a su vez, pertenece a la Arquidiócesis de Cusco.

## Historia

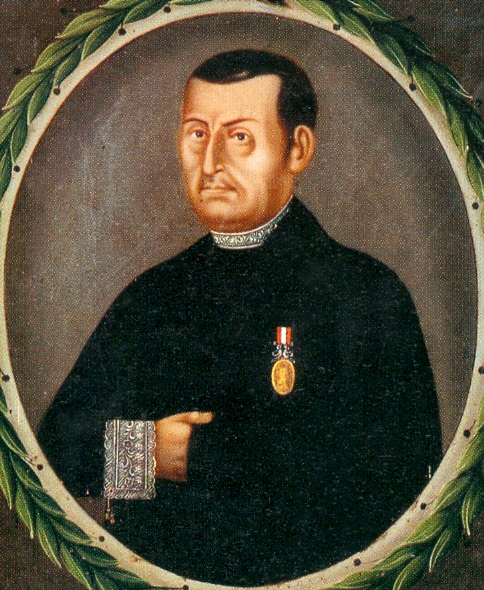
Justo Sahuaraura.

El distrito fue creado mediante Ley No.23935 del 27 de septiembre de 1984, en el segundo gobierno de Fernando Belaúnde.
El distrito ha sido creado mediante una división del Distrito de Tapairihua. Su nombre rinde memoria al prócer de la Independencia, el cusqueño Justo Sahuaraura.
Su capital es el pueblo de Pichihua (en la margen izquierda del río Antabamba).

## Autoridades

### Municipales
- 2011-2014:[3]
  - Alcalde: Javier Huarancca Allca, del Movimiento Macroregional Todas Las Sangres - Apurímac (TLSA).
  - Regidores: Justo Román Niño de Guzmán Becerra (TLSA), Bernabé Ayvar Hurtado (TLSA), Saturnina Pérez Nieto (TLSA), Yony Quispe Ccoecca (TLSA), Gavino Román Salinas (Alianza para el Progreso).
- 2007-2010
  - Alcalde: Marcos Rosalío Zavala Benites.

## Festividades
- Junio 24: San Juan Bautista
- Julio 16: Virgen del Carmen
- Agosto 5: Virgen de las Nieves
- Agosto 30: Santa Rosa